# باردو (خودرو)
باردو یا وانت پیکان، یک خودروی وانت ساخت شرکت ایران خودرو بود.
پس از تولید خودروی پیکان در ایران، به دلیل روند رو به رشد جمعیت و تقاضای واحدهای کشاورزی و دامپروری و نیز تحولات شهرنشینی در آن سال‌ها، ضرورت وجود خودروهایی جهت حمل و نقل کالا بیش از پیش احساس می‌گردید که در نهایت منجربه تولید خودروی پیکان وانت شد.

## توقف تولید
تولید این خودرو در فروردین ۹۱ توسط پلیس به دلیل نا امن بودن و عدم تطابق با استانداردهای زیست‌محیطی و ایمنی متوقف شد و برای اولین بار پس از سال‌ها تولید محصولات خانواده پیکان در ایران متوقف شد، بعدها در نیمه دوم ۹۱ پس از نصب ترمز ضد قفل و تغییر در شکل ظاهری در قسمت‌های سپر و بغل دری‌ها و تغییر چراغ‌ها به کریستالی به خط تولید بازگشت. در نهایت در اسفند ۹۳ تولید پیکان وانت ۱۰ سال پس از توقف تولید پیکان سواری پایان یافت و به جای آن وانت آریسان تولید شد.

## نگارخانه

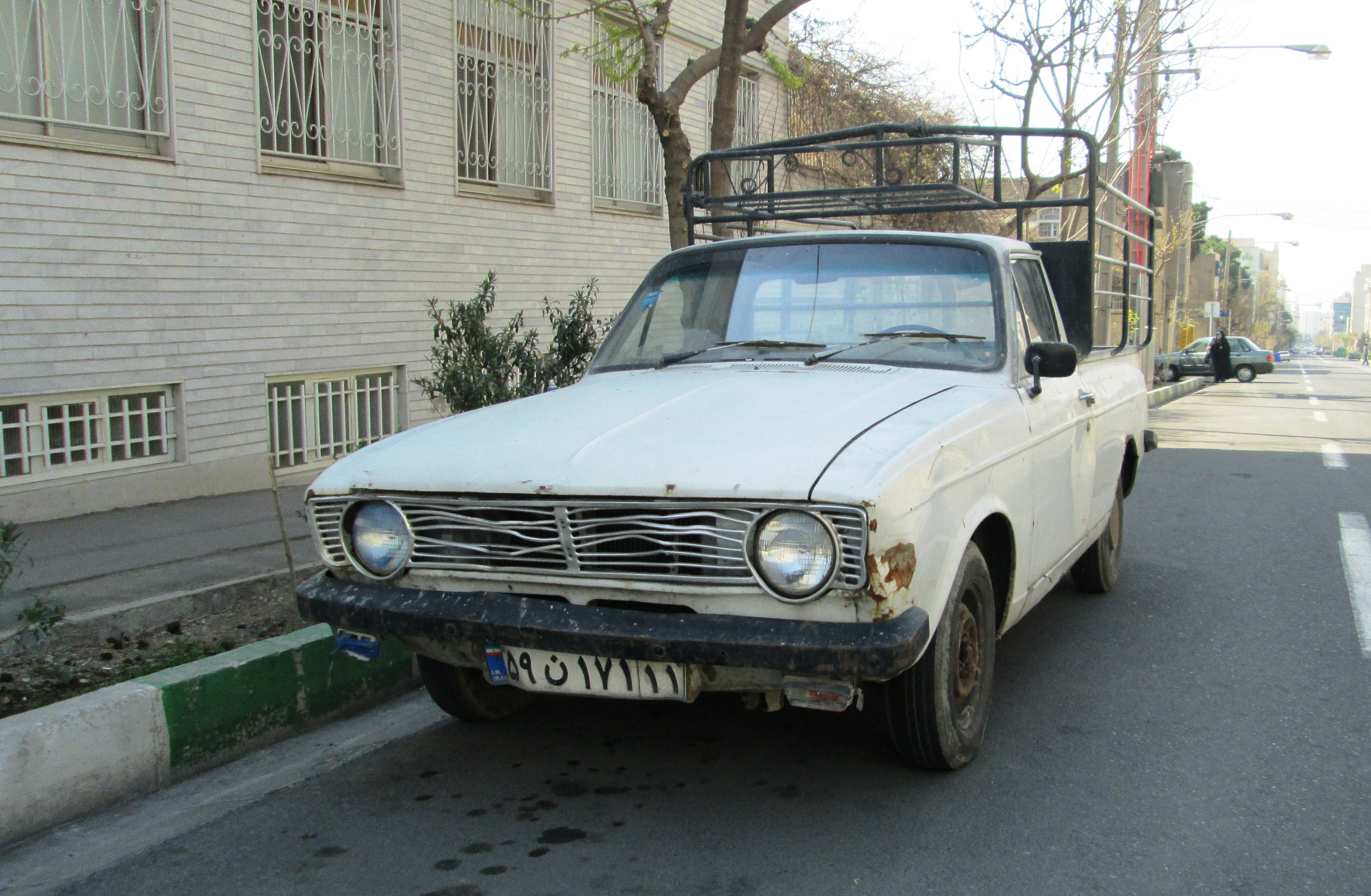
یک دستگاه پیکان وانت چراغ گرد
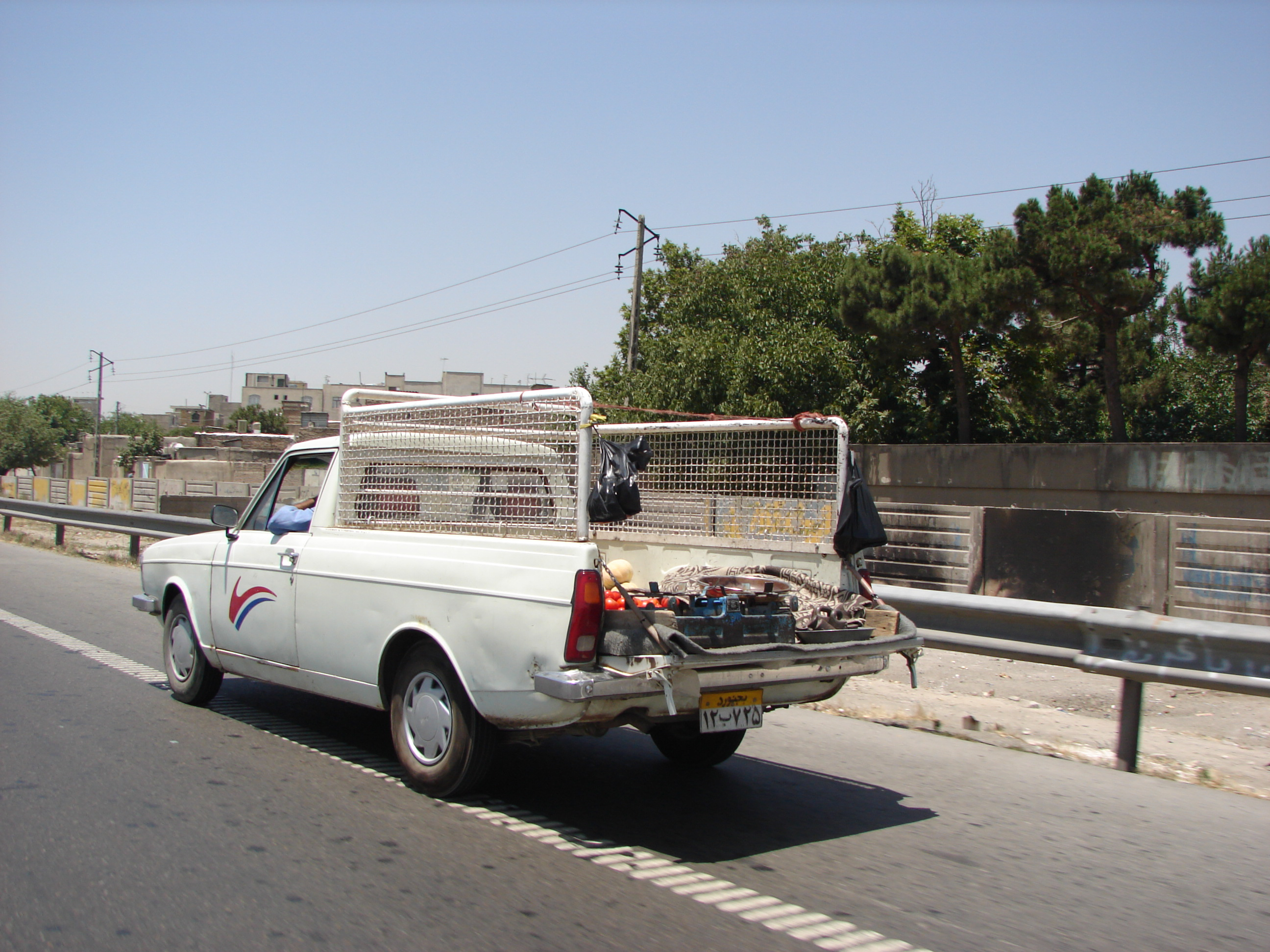

عکس پیکان وانت باردو 